# Claude Kelly
Claude Kelly, född den 28 december 1980 i New York, är en amerikansk låtskrivare och producent. Han skriver låtar åt kvinnliga artister. Han har jobbat med Jesse McCartney, Lloyd och Usher.
Claude Kelly har gjort en hel del låtar under 2009. 
Några som har producerat låtar åt honom är Akon, Quiz & Larossi Jonas Jeberg och Oak.